# Giulia Sissa
Giulia Sissa (Màntua, 1954) és una filòsofa i historiadora del món antic. Sissa és professora de ciències polítiques i estudis clàssics de la Universitat de Califòrnia, Los Angeles (UCLA). Doctora en estudis clàssics per l'École des Hautes Études en Sciences Sociales (EHESS) de París, ha centrat la seva recerca a estudiar aspectes de l'antiguitat clàssica que tenen una estreta vinculació amb debats cabdals de la contemporaneïtat, com ara el feminisme, la sexualitat i el cos, les emocions polítiques, les addiccions o el pensament utòpic.

## Obra
Ha publicat assaigs com Eros tiranno. Sessualità e sensualità nel mondo antico (Laterza, 2003), on ressegueix l'evolució del concepte de desig sexual a les obres literàries i filosòfiques des d'Homer fins a sant Agustí, i demostra fins a quin punt la societat occidental encara beu de la visió de la sexualitat construïda a l'antiguitat.
En el marc dels estudis de gènere, també ha escrit obres com Le corps virginal. La virginité féminine en Grèce ancienne (Vrin, 1987), o bé L'âme est un corps de femme (Odile Jacob, 2000). El seu darrer llibre és La jalousie : une passion inavouable (Odile Jacob, 2015).
L’any 1993 va ser una de les ponents del congrés d’arquitectura i pensament Anyway, celebrat a Barcelona organitzat per la Anyone Corporation i el CCCB.
Algunes altres obres destacades:
- Le corps virginal. La virginité féminine en Grèce ancienne. Vrin, Paris 1987 (Études de psychologie et de philosophie, 22), ISBN 2-7116-0934-0; traducció italiana: La verginità in Grecia, Bari, Laterza, 1992.
- Le Plaisir et le Mal. Odile Jacob, Paris 1997.
- (amb Marcel Detienne): The Daily Life of the Greek Gods. Stanford University Press, Stanford, 2000 ISBN 978-0-8047-3614-5; traducció italiana:  La vita quotidiana degli dei greci, Bari, Laterza, 2005.
- Sex and Sensuality in the Ancient World. Yale University Press, London 2008 ISBN 978-0-300-10880-4; traducció italiana; Eros tiranno. Sessualità e sensualità nel mondo antico, Bari, Laterza, 2003.
- Eros tiranno. Sessualità i sensualità nel mondo antico, Bari, 2004. Traducció francesa: La Sensualité des Anciens, Paris, Odile Jacob, 2008.